# Voyelle fermée antérieure non arrondie
La voyelle fermée (ou haute) antérieure non arrondie est une voyelle utilisée dans de nombreuses langues. Son symbole dans l'alphabet phonétique international est [i], et son équivalent en symbole X-SAMPA est i,.

## Caractéristiques
- Son degré d'ouverture est fermé, ce qui signifie que la langue est positionnée aussi proche que possible du palais.
- Son point d'articulation est antérieur, ce qui signifie que la langue est placée aussi loin que possible à l'avant de la bouche.
- Son arrondissement est non arrondi, ce qui signifie que les lèvres ne sont pas arrondies.

## Langues
- Français : vie [vi].
- Allemand : Ziel [tsiːl] « but »
- Anglais : beet [biːt] « betterave »
- Espagnol : tipo [ˈtipo] « type »
- Grec moderne : en grec moderne, le son [i] est rattaché aux graphies η υ ει οι ηι et υι à la suite d'un iotacisme survenu entre le Ve siècle av. J.-C. et le IIIe siècle av. J.-C.
- Hongrois : ív [iːv] « arche »
- Italien : imposta, prima, colibrì
- Japonais : 木 [ki] « arbre »
- Néerlandais : vier [viʲʁ] « quatre »
- Roumain : piti [pi'ti] « cacher »
- Suédois : is [iʲs] « glace »
- Vietnamien : ty [tī] « bureau »